# Robert Jacobsen
 Robert Julius Tommy Jacobsen  (* 4. Juni 1912 in Kopenhagen; † 26. Januar 1993 in Tågelund bei Egtved) war ein international bekannter dänischer Bildhauer, Maler und Grafiker. Er war ein Vertreter der Abstrakten Kunst nach dem Zweiten Weltkrieg. Sein Spezialgebiet war die Konkrete Kunst.

## Leben und Werk
Als Bildhauer war Jacobsen ein Autodidakt. Seine ersten Skulpturen fertigte er aus Holz. Im Jahr 1947 ging er mit einem Kunststipendium nach Paris. Dort entwickelte sich eine enge Freundschaft mit den Künstlern Richard Mortensen und Asger Jorn. Jacobsen lebte und arbeitete bis 1969 in Paris. Er wurde in den Künstlerkreis der Galerie Denise René aufgenommen. Ab 1947 fertigte er seine ersten Eisenskulpturen, die er von seinem Künstlerfreund Jean Dewasne teilweise bemalen ließ. Er formte seine Plastiken aus offenen Eisenkonstruktionen. Jacobsen distanzierte sich mit seiner Bildhauerei von geschlossenen Formen hin zum offenen Raum. Seine Eisenskulpturen lösen das Problem, wie Raum durch plastische, streng geometrische, zuweilen kubische Formen einerseits einzukreisen, andererseits als Negativvolumen sichtbar zu machen sei, von verschiedenen Ansätzen aus und in Werkreihen, die nach dem Prinzip freier Variationen eines Themas angelegt sind. Diese Skulpturen mit ihren starren oder gebogenen Flächen, die ein Gestänge sanft und zwingend so in einer einzig richtigen Stellung hält, dass eine unverrückbare Konstellation entstanden ist, die geschmeidig und scharf eine bestimmte Raum-Möglichkeit eingrenzt, ja definiert – diese Skulpturen sind von großer Überzeugungskraft. Das ist eine Weise plastischen Gestaltens, die eine Figur erstrebt, die etwas mit Musik, mit Ballett zu tun hat: eine elegante, dabei ungemein strenge Figur, die für einen Augenblick „steht“, den Atem anhält – und in diesem Sinne halten Jacobsens Skulpturen der 1950er bis 1960er Jahre den Atem an, bilden damit einen Beweis für Lessings Theorie, die er von der Laokoon-Gruppe formulierte: Auch Jacobsen zeigt den „fruchtbaren Augenblick“, nicht das „Äußerste“, den Augenblick, dessen Formdefinition man weiterdenken, damit in Bewegung umsetzen kann. Seine Skulpturen färbte er schwarz ein. Neben der Bildhauerei schuf Jacobsen auch farbige Grafiken sowie zahlreiche Malereien. Im Jahr 1959 war er Teilnehmer der documenta 2 in Kassel in der Abteilung Plastik.

„Anfang der 1950er Jahre folgen Skulpturen, die wesentlich strenger konzipiert sind: ausgesprochen gebaute, konstruktive Arbeiten, die sich durch ihre klare Tektonik auszeichnen.
In ihnen werden auf ganz ungewöhnliche Weise verschiedene Raumebenen ineinander verwoben. Souverän vernetzen und verspannen fragile, extrem ins Graphische gehende Elemente den Raum: Zwickelförmige Eisenteile suggerieren zentrifugale Dynamik, rhomboide bzw. karoförmige Rahmen – vertikal oder horizontal eingehängt – lösen durch den Eindruck des Schwebens die Schwere des Materials auf und unterlaufen durch die ihnen immanente Diagonalität zugleich die klassischen Bezüge von Senkrechten zu Waagrechten, ausgestanzte Bleche lösen die Materie auf, vertikal stehende, bugförmig zusammengeschweißte Eisenstreifen – mal nach außen, mal nach innen weisend – stabilisieren diese Raumgebilde von einer der Seiten, ähnlich den Strebepfeilern gotischer Architektur.
Die Arbeiten dieser Schaffensperiode Jacobsens prägt die Dialektik zwischen dem konkret Umschlossenen und dem Medium des Umraums: Dem Hermetischen, nach innen Bezogenen entspricht immer auch die Öffnung nach außen, ja geradezu die offensive Adaption des Umraums, sein Spürbarmachen. Es entstehen – wie Lothar Romain es formuliert – Kraftfelder.“

Sein Schwiegersohn Bernard Léauté war ein enger Vertrauter und Mitarbeiter. Bei der von ihm geliebten Jazzmusik gab Robert seinen Werken mit spielerischer Leichtigkeit und hochkonzentriert den „letzten Schliff“ – einem meditativen Trancezustand gleich. Auf jede Nuance wurde präzise geachtet.
Neben seinem Leben in Frankreich hatte Jacobsen 1962 bis 1981 den Lehrstuhl für Bildhauerei an der Akademie der Bildenden Künste München inne. Dort zählte 1971 bis 1973 der Steinbildhauer Alfred Görig zu seinen Schülern.
Von 1976 bis 1985 war Robert Jacobsen Professor an der Königlich Dänischen Kunstakademie in Kopenhagen.
Robert Jacobsen verstarb 1993 auf seinem Landsitz in Tågelund bei Egtved.
Zitate von Jacobsen:

„Kunst ist das Vitamin C der Seele.“

„Mein Ideal ist immer gleich geblieben: das Unbekannte in Form zu zwingen.“

Zitate über Jacobsen:

“… everyone, of course, must know with whom he is dealing. A former badminton champion, a film actor, a former sailor, a whale butcher, an ex-barman, an antiquarian, a musician (jazz to be sure) a chaufeur, a confectioner and a croupler, a grandfather at thirty-seven, the Danish Robert Jacobsen is certainly one of the best sculptors of our time, a worthy successor of the Rumanian Brâncuşi, of the Russian Pevsner, of the American Calder and of one or two others whom you may choose according to you tastes …”

„… ein jeder sollte sich selbstverständlich vergegenwärtigen mit wem er es hier zu tun hat … Der Däne Robert Jacobsen ist sicherlich einer der besten Eisenbildhauer unserer Zeit, ein würdiger Nachfolger des Rumänen Brancusi, des Russen Pevsner, des Amerikaners Alexander Calder und einen oder zwei Anderen, welchen Sie nach ihren persönlichen Geschmack wählen mögen …“

„Ihre Bildhauerei ist sehr schön und in ihrer Ausgewogenheit außergewöhnlich.“

„Die Kunst von Jacobsen ist der Ausdruck dieses Zustandes dauerhafter Gnade, dieses inneren Reichtums.“

„… Er hat Erfolg gehabt, Ehrungen erlebt und von 1962 bis 1982 an der Münchner Akademie gelehrt. In den fünfziger Jahren gehörte Robert Jacobsen, der 1912 in Kopenhagen geborene Bildhauer, zu den großen Künstlerpersönlichkeiten, welche die Avantgarde des Metiers anführten. In Paris reussierte er besonders, und sein Werk wird 1966 auf der Biennale in Venedig zusammen mit dem von Etienne Martin mit dem Großen Preis für Plastik ausgezeichnet … Das Werk ist lebendige Kunstgeschichte und setzt sich in die Gegenwart fort.“

„Die schwarzgemalten Skulpturen sind einfach Klassiker innerhalb des Konstruktivismus der Nachkriegszeit geworden. Sie gleichen einfachen Zeichen, die mit einem gefüllten Tuschpinsel frei im Raum gemalt worden sind. Das schwere Eisen wurde schwebend leicht gemacht. Die Skulpturen sind geschmeidig und anmutig, aber auch zurückhaltend und puritanisch im Wesen. Der Stoff Eisen ist von der anonymen Farbe neutralisiert worden, die Skulpturen sind mit ihrem Zweck eins geworden, Nervenstränge der Konstruktion zu sein.“

## Werke

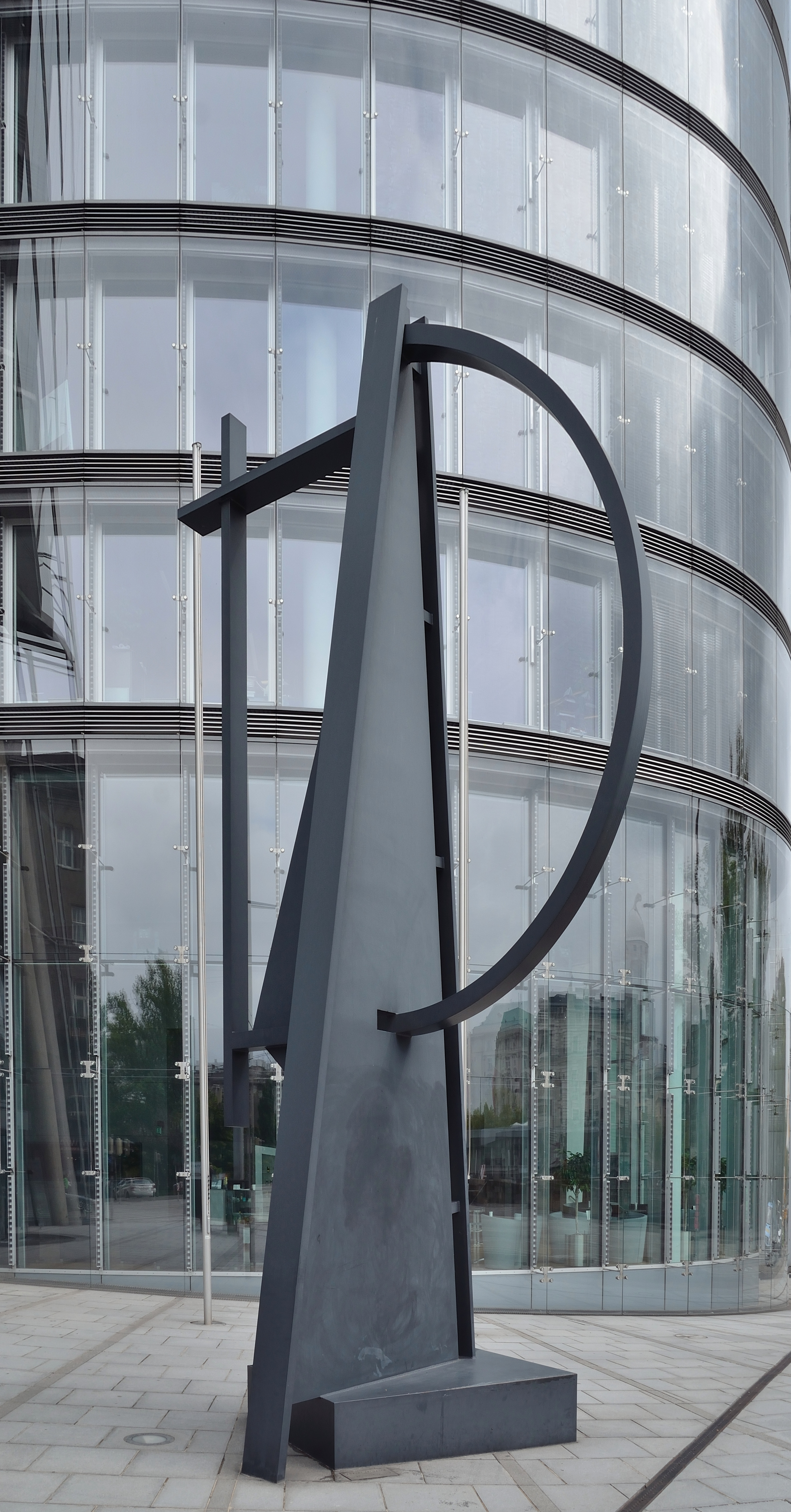
Komposition in Eisen an der Unteren Donaustraße in Wien-Leopoldstadt

Jacobsen hinterließ ein umfassendes grafisches und malerisches Werk. Plastische Arbeiten spielten jedoch die Hauptrolle in seinem künstlerischen Schaffen.
Robert Jacobsen ist Schöpfer der Statue und Namensgeber des dänischen Film- und Fernsehpreises Robert (dänisch: Robert Prisen), dem Pendant zu den amerikanischen Oscars.

### Auswahl an Großskulpturen
- Tientsin, China
- UNESCO – Hauptzentrale, Paris, Frankreich
- UNIQA-Gruppe, Wien, Österreich
- Olympischer Park, Seoul, Südkorea
- Abbaye Saint-André, Meymac, Frankreich
- Kunstpavillon, Esbjerg
- Dänische Technische Universität, Kgs. Lyngby, Dänemark
- Lego-Werk, Billund
- Schiffswerft Lindø, Odense
- Springbrunnen, Gladsaxe, Dänemark
- Roskilde, Dänemark

### Museen mit Werken von Robert Jacobsen
Dänemark:
- Statens Museum for Kunst, Kopenhagen
- NY Carlsberg Glyptotek, Kopenhagen
- Louisiana Museum, Humlebæk
- Esbjerg Statskole, Esbjerg
- Fyens Stiftsmuseum, Odense
- Kastrup-Museum, Kastrup
- Nordjyllands Kunst Museum, Aalborg
- Herning Kunstmuseum, Herning

Belgien:
- Musee d’Art Wallon, Liege
- Musee d’Ixelles, Brüssel

Brasilien:
- Museo de Arte Moderna, São Paulo

Deutschland:
- Von der Heydt-Museum, Wuppertal
- Lehmbruck-Museum, Duisburg
- Skulpturenmuseum Glaskasten, Marl
- Kunsthalle zu Kiel, Kiel
- Neue Pinakothek München

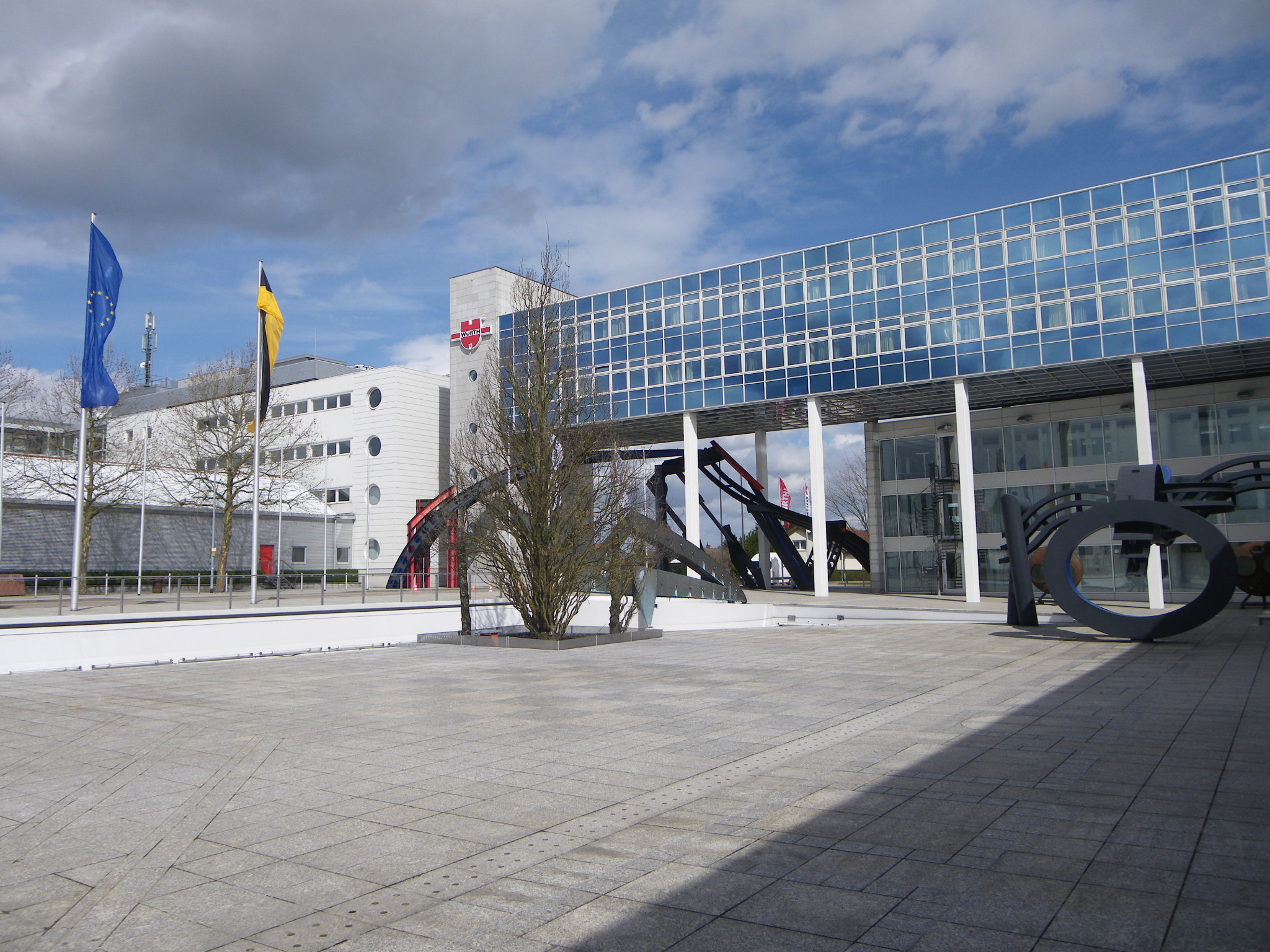
Unternehmen Würth in Künzelsau, Kunst am Bau, Skulptur von Jacobsen

- Städtische Galerie im Lenbachhaus, München
- Kunsthalle in Emden Stiftung Henri Nannen, Emden
- Museum Würth, Künzelsau
- Kunsthalle Würth, Schwäbisch Hall
- Wilhelm Hack Museum, Ludwigshafen
- Städtische Kunsthalle, Mannheim

Finnland:
- Didrichsenin Taidemuseo, Helsinki

Frankreich:
- Musee National d’Art Moderne, Paris
- Centre Pompidou, Paris
- Musee des Beaux-Arts, Rennes
- Fond National d’Art Contemporain
- Musee Rodin Paris
- Musee d’Art Contemporain, Dünkirchen
- Musee de la Princerie, Verdun
- Musee de Peinture et de Sculpture, Grenoble
- Musee des arts contemporain, Abbaye Saint-André, Meymac

Niederlande:
- Stedelijk Museum, Amsterdam
- Rijksmuseum Kröller-Müller, Otterloo
- Gemeentemuseum, La Haye
- Cobra Museum, Amstelveen

Norwegen:
- Nationalgalerie, Oslo
- Bergens Billedgallerie, Bergen
- Sonja Henies og Niels Onstads Stiftelser, Hovikodden
- Stavanger Museum, Stavanger

Schweden:
- Moderna Museet, Stockholm
- Arkiv für Dekorativ Kunst, Lund

Schweiz:
- Musee des Beaux-Arts, La Chaux-de-Fonds

Ungarn:
- Magyar Nemzeti Muzeum, Budapest

USA:
- Museum of Art, Carnegie Institute, Pittsburgh
- Hirshhorn Museum and Sculpture Garden, Washington
- Fondation Herzog, New York
- Carnegie Institute, Philadelphia
- Portland, Oregon

## Ehrungen
Jacobsen erhielt zahlreiche Preise und Auszeichnungen für sein Schaffen, dazu gehören:
- Großer Preis der Biennale von Venedig für Plastik (1966)
- Thorwaldsen-Medaille (1967)
- Prinz-Eugen-Medaille von Schweden (1974)
- Ehrenmitglied der Akademie der Bildenden Künste München (1979)
- Offizier der Ehrenlegion der Académie Française (1980)
- Kommandeur des Dannebrogordens (1983)
- Commandeur des arts et des lettres, Paris (1987).

Im Jahr 1993 wurde zu seinem Gedächtnis der Robert Jacobsen Preis der Stiftung Würth ins Leben gerufen, der alle zwei Jahre an Bildende Künstler zu deren Förderung verliehen wird.